# David Hamilton
David Hamilton (Londres, 15 d'abril de 1933-París, 25 de novembre de 2016) va ser un fotògraf autodidacta anglès, famós des de la dècada de 1970 per les seves sèries de retrats de dones adolescents nues o seminues.

## Orígens
Fill únic d'una mestressa de casa i de pare desconegut, va passar la seva infància a Londres. Durant la Segona Guerra Mundial es va establir durant un temps a Dorset, paisatges del qual van inspirar la seva obra. A la fi de la guerra va tornar a Londres per a acabar els estudis.
Com a treballador d'un despatx d'arquitectes va prendre consciència dels seus talents artístics i als vint anys es va traslladar a París per a treballar com a dissenyador gràfic de Peter Knapp a la revista Elle. Va ser aleshores quan va ser reclutat com a director artístic per la revista Queen, a Londres, un treball que va conservar durant sis mesos. Va preferir la vida parisenca i es va instal·lar a França, on va treballar per a les revistes de l'empresa Printemps.
L'any 1966, als trenta-tres anys va iniciar la seva carrera com a fotògraf professional. El seu estil va trobar un èxit immediat, les seves fotografies es van publicar en nombroses revistes, entre elles: Réalités, Twen o Photo, dirigida per Jean-Jacques Naudet.

## Trajectòria professional
Va posseir un estil característic en el qual solien predominar els colors suaus, atmosferes difuminades i el [gra] gruixut, que es va acabar anomenant «hamiltonià». Va tenir un tipus de model molt definit: tant abans, durant com després de l'adolescència, el seu estil transmetia perfecció, elegància innata, naturalitat, innocència i erotisme subtil. Com van assenyalar Woman by 10, «El talent de David Hamilton consisteix en la seva habilitat per a sorprendre a les joves exactament en el moment en què descobreixen la millor part del seu erotisme ingenu...», això el va portar a escollir gairebé invariablement un tipus de jove: «l'artista recorre sempre a el mateix tipus de noia escandinava que conserva intacta durant molt més temps aquesta etapa fugaç de l'existència», es va mantenir allunyat de les agències de models i va evadir moltes vegades les suggerides per amics o pares.
El seu inici no va ser tan ràpid com es pot creure, ja que es va dedicar a quefers diferents de la fotografia però relacionats amb l'estètica: va ser decorador de botigues, director artístic en revistes com Elle i Queen, o assistent artístic de la cadena de magatzems Printemps. El detonador de la seva carrera va ocórrer l'any 1967, a l'edat de 34 anys, quan va fotografiar per primera vegada una de les seves noies, en una casa de Ramatuela (Occitània). Les fotografies van ser publicades a Jasmin i després a la publicació alemanya occidental Twen. El 1969 ja era el David Hamilton que avui es reconeix en el medi artístic. A partir d'aleshores cada any va inaugurar personalment exposicions de la seva obra en països com el Japó, Itàlia, Alemanya i els Estats Units.
Al maig de 1975, la revista Lui va publicar el diari privat del fotògraf. Al desembre de 1977 la City Gallery de Manhattan va exposar les seves fotografies. Entre 1977 i 1984 va realitzar una sèrie de pel·lícules d'erotisme suau, la primera de les quals va ser Bilitis. Seguidament va rodar Laura o les ombres de l'estiu, Tendres cousines i Primers desitjos, en què apareix Emmanuelle Béart.
L'any 2006 l'editorial Hermé va publicar la col·lecció de fotografies amb subtítols titulada Erotic tales, així com Edicions de la Martinière va treure a llum una monografia del fotògraf de nom David Hamilton; des de llavors els seus llibres no van ser reeditats. El 2009, Melanie Thierry va posar per al fotògraf per a la portada de la revista Soon. El 9 d'octubre d'aquell mateix any Alain Finkielkraut va evocar a France Inter l'estil del fotògraf per a justificar el cas de Roman Polanski. El 2015 va concedir algunes entrevistes amb motiu de la publicació d'Erotic tales.

## Crítica i controvèrsies

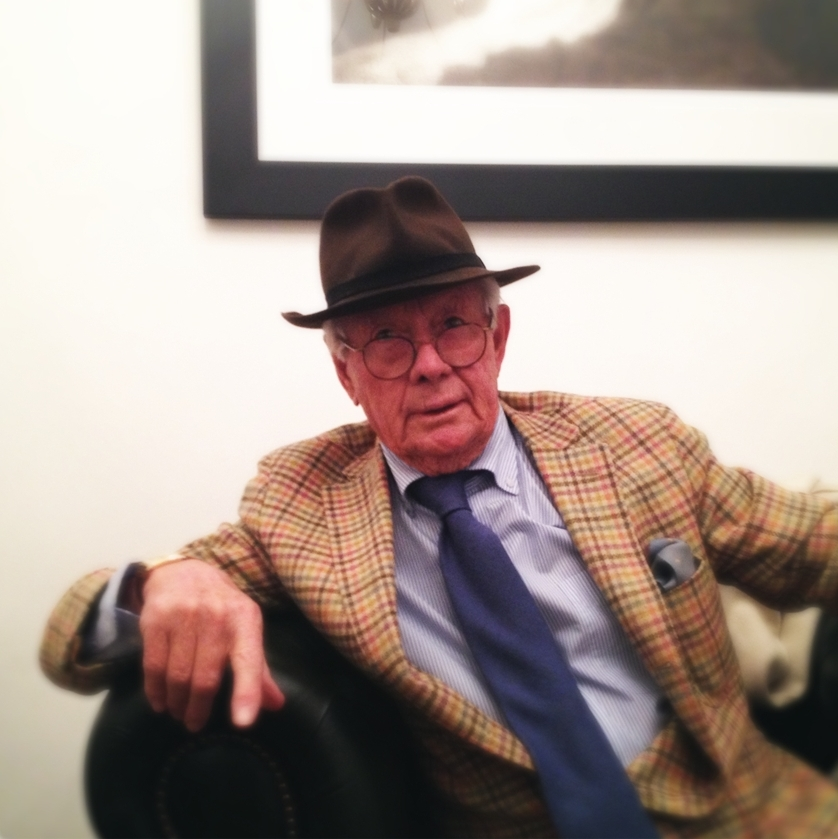
Hamilton l'any 2012

Treballant en la representació d'adolescents sovint nues, es va trobar al centre de la controvèrsia, sobretot des de la dècada de 1990, amb acusacions de pornografia infantil, juntament amb altres fotògrafs com Sally Mann i Jock Sturges. Per qüestions morals diverses de les seves col·leccions d'obres van estar prohibides a Sud-àfrica entre 1976 i 1993.
Grups conservadors cristians dels Estats Units d'Amèrica van protestar davant de llibreries que difonien les seves obres. Per Chris Warmoll, tal com va recollir el diari britànic The Guardian l'any 2005, les fotografies de Hamilton han estat durant molt temps objecte de debat: «És art o pornografia?».
Al Surrey, un home de 49 anys que treballava en una empresa d'auditoria va ser processat per posseir 19.000 imatges «indecents» de nens. Part de les fotografies eren fetes per David Hamilton. Durant el judici, la seva defensa es basava en el fet que les fotografies de Hamilton són d'accés directe en els llibres i que es venen en llocs web com WHSmith, Tesco, Waterstones i Amazon. Per a la fiscalia, aquestes imatges eren «clarament indecents» i que «el contingut no pot ser descrit com artístic i és clarament de naturalesa sexual». El tribunal va considerar que les imatges intervingudes eren de categoria 1, la qualificació més baixa d'indecència. L'home va ser finalment condemnat a una pena lleu. En resposta, Glenn Holland, el portaveu de David Hamilton, va declarar que el fotògraf estava profundament decebut amb el veredicte, donada la seva reputació a tot el món i que havia venut milions de llibres. Després del judici, un membre de la Policia de Surrey va manifestar que la possessió de les obres de David Hamilton era il·legal al Regne Unit. Posteriorment, el cos va haver de rectificar i excusar-se, garantint que no s'havia realitzat cap actuació judicial ferma sobre l'obra de David Hamilton.
El 2010, un home va ser condemnat al nivell 1 de pornografia infantil per la possessió de quatre llibres, entre ells The Age of Innocence de David Hamilton i Still Time de Sally Mann, comprats en una llibreria del disctricte de Walthamstow, a Londres. La condemna va ser revocada l'any 2011 en un recurs d'apel·lació, titllada pel jutge com a «molt injusta», que també va criticar el Servei de la Fiscalia Reial (CPS) per haver-lo denunciat. El jutge va concloure dient que «si el CPS vol comprovar si les fotografies dels llibres són indecents, la forma correcta d'afrontar la qüestió és perseguint a l'editor o al venedor, no al comprador individual».

## Acusació d'assetjament sexual
L'octubre de 2016, la presentadora Flavie Flament va publicar La consolation, una novel·la autobiogràfica en la qual afirma haver estat violada el 1987 a Cap d'Agde, quan tenia 13 anys, per un cèlebre fotògraf, avui dia octogenari. Quan se li va preguntar en els mitjans de comunicació, va explicar que no podia nomenar al seu violador a causa de la prescripció del termini segons la legislació francesa. En els següents dies, el nom de David Hamilton - l'edat correspon a l'esmentada per Flavie Flament - va ser citat per diversos mitjans de comunicació i participants de les xarxes socials, com ara a Twitter, com el fotògraf esmentat per la presentadora.
Hamilton va fer publicar al seu advocat resident a França un dret de resposta a SudInfo en què carregava contra els periodistes que «no dubten a reportar calúmnies abominables» i afirma que mai ha estat l'autor del «comportament criminal que se li imputa». Al mateix temps, la mare i el germà de Flavie Flament van qüestionar les acusacions contra David Hamilton, enmig de disputes familiars: «Això és per a nosaltres totalment increïble! Ella ordeix fets i passatges completament ficticis». Ella va assegurar que fins ara no va poder parlar de la qüestió ja que estava traumatitzada per l'experiència.
El 17 de novembre de 2016, L'Obs va publicar el testimoni de tres dones, sota la condició d'anonimat, declarant que - d'adolescents i en situacions similars a Flavie Flament - van ser violades per David Hamilton. Un d'elles data els fets l'any 1967, les altres dues a la fi de la dècada de 980 i reclama haver presentat una denúncia el 1997. No obstant això, el cas va ser arxivat sense seguiment. Els fets esmentats per aquestes tres dones quedaven prescrits. L'endemà, Flavie Flament, animada pels nous testimonis, va confirmar que l'home a què acusava era David Hamilton. El 23 de novembre de 2016, Hamilton va informar a la premsa de la seva intenció de presentar «diverses queixes de difamació en els pròxims dies».

## Mort
Dos dies més tard, al 25 de novembre de 2016, l'assistenta de la neteja de la llar va entrar a l'apartament de Hamilton, situat al Boulevard Montparnasse núm. 41 de París, i se'l va trobar mort amb una bossa de plàstic cobrint-li el cap i medicaments a prop de la mà. L'autòpsia va revelar que l'asfíxia va ser la causa de la mort. A les investigacions la hipòtesi del suïcidi es va prendre com la més factible.
Hores després de la mort, Flavie Flament va declarar: «Acabo de saber de la mort de David Hamilton, l'home que em va violar quan tenia 13 anys. L'home que va violar moltes noies, algunes de les quals s'han manifestat amb valor i emoció en les últimes setmanes. És en elles en qui penso. En aquesta injustícia que estàvem combatent juntes. Per la seva covardia, se'ns condemna una altra vegada al silenci i a la incapacitat de veure'l condemnat. L'horror d'aquest anunci mai esborrarà les de les nostres nits blanques».

## Obres
| - Dreams of a Young Girl (1971) - Sisters (1972) - La Danse (1972) - Galeria Old Home (1974) - The Best of David Hamilton (1976) - Private Collection (1976) - Bilitis (1977) - Souvenirs (1978) - The Young Girl (1978) - Secret Garden (1980) - Tender Cousins (1981) - Silk Wind (1982) - A Summer in St. Tropez (1983) - Jun Miho (1983) - Homage to Painting o Images (1984) - Maiko Minami (1987) - Venice (1989) - Flowers (1990) - Blooming Minayo: 28 September (1992) - Twenty Five Years of an Artist (1993) - The Fantasies of Girls (1994) - The Age of Innocence (1995) - Harem: Asami and Friends (1995) - A Place In The Sun (1996) - Holiday Snapshots (1999) - David Hamilton (2006) - Erotic Tales (2007) | - Souvenirs (1974) - Flower Girls (1979) - Shadows of a Summer (1979) - The White Pebble (1980) - The Great Silver Photography (1984) | - Bilitis (1977) - Laura o les ombres de l'estiu (1979) - Tendres cousines (1980) - Un été à Saint-Tropez (1983) - Primers desitjos (1984) |